# Facinet Conte
Facinet Conte (* 24. března 2005) je guinejský profesionální fotbalista, který hraje na pozici útočníka za švýcarský klub BSC Young Boys a guinejský národní tým.

## Klubová kariéra
Conte se připojil k Siaka Académie Foot ve věku osmi let. V roce 2022 se připojil k Flamme Olympique, kde odehrál několik zápasů během šesti měsíců, než se vrátil do Siaka Académie Foot. V prosinci 2022 se Conte zúčastnil dvou přátelských zápasů s týmem Ligue 2 Bastia. Dne 29. června 2023 podepsal s klubem roční smlouvu s opcí na dvouleté prodloužení. Dne 26. srpna 2023 Conte debutoval v prvním týmu Bastie jako střídající hráč v 65. minutě v zápase proti Troyes. V 70. a 80. minutě vstřelil dva góly a dovedl Bastii k vítězství 3:2. V létě 2024 přestoupil do BSC Young Boys a podepsal smlouvu do roku 2029.

## Reprezentační kariéra
Conte byl povolán do guinejského národního týmu pro Africký pohár národů 2023. Při svém debutu v dresu Guineje skóroval 8. ledna 2024 při výhře 2:0 v přátelském zápase nad Nigérií.